# Червоний ліхтар (фільм, 1919)
Червоний ліхтар (англ. The Red Lantern) — американська драма режисера Альбера Капеллані 1919 року.

## Сюжет
Малі, дочка китаянки і європейця, була вихована в колі місіонерів. Вона закохалася в сина одного місіонера, але хлопець залишив її заради зведеної сестри Малі. Ображена дівчина вирішує помститися всій білій расі, і повести китайський народ на повстання. Назвавши себе віщункою Червоного Ліхтаря, вона прорікає дивні пророцтва, що не збуваються, і потім кінчає життя самогубством.

## У ролях
- Алла Назімова — Малі / Бланш
- Ной Бірі — доктор Сем Вонг
- Чарльз Браянт
- Едвард Коннеллі — генерал Юнг-Лу
- Френк Куррьє — сер Філіп Саквілл
- Реджинальд Денні
- Даррел Фосс
- Дагмар Годовскі
- Вінтер Голл — преподобний Алекс Темплтон
- Генрі Колкер